# Murat Kozan
Murat Kozan (Créteil, 25 luglio 1993) è un cestista francese con cittadinanza turca.

## Carriera
Con la Francia under 20 ha disputato i FIBA EuroBasket Under-20 2013.